# Isice II (évêque de Vienne)
Pour les articles homonymes, voir Isice.
Isice ou Hésychius (Isicius), mort selon son épitaphe vers 565, probablement à Vienne, est un évêque métropolitain de Vienne du milieu du VIe siècle. Il est nommé Isice/Hésychius II afin de le distinguer de l'évêque Isice Ier, père et prédécesseur d'Avit. Il est considéré comme saint par l'Église catholique (célébré le 12 novembre).

## Biographie

### Origines
Isice ou Hésychius, — on retrouve sous les graphies Hesychius/Hésychius, Esychius, Isicius/Isichius, Ysicii, Isique/Yzique, Etsycius dans les différents textes — semble appartenir à l'une « des principales familles gallo-romaines de « Bourgogne » », les Hesychii, branche des Syagrii, selon Bernard Bligny (1979), dont plusieurs membres montent sur le trône de Vienne (trois) et de Grenoble (quatre).

### Épiscopat
Isice est un évêque métropolitain de Vienne mentionné dans le catalogue de l'évêque Adon de Vienne (799-875),.
Isice, selon son épitaphe, semble avoir été questeur (quaestor regum) avant de monter sur le siège métropolitain de Vienne, tout comme son prédécesseur Pantagathe,,.
Isice figure sur la liste des participants aux conciles de Gaules d'Orléans (signature Esychius), en 549, puis celui de Paris (signature Etsycius), vers 552/553,,. Chevalier indique qu'il aurait également participé au 2e concile de Clermont, dit d'Auvergne, en 549.
Selon son épitaphe, il serait mort vers 565,,. Son corps serait inhumé dans l'église des Apôtres désormais dédiée à Saint-Pierre, aux côtés de saint Avit.
Isice est mentionné vers 579 comme l'ordonnateur de Felmase Ier, évêque de Maurienne, et à l'origine du concile de Châlon, par la tradition,,, mais donné comme un faux dans le Regeste dauphinois.

## Culte
Saint Isice figurait au Martyrologium Hieronymianum à la date du 12 novembre,. Il est désormais célébré, dans le diocèse de Grenoble-Vienne, le 1er juillet avec saint Martin et tous les saints évêques de Vienne.